# دموع الندم (فلم)
دموع الندم هو فيلم موسيقي مغربي صدر سنة 1982، من إخراج حسن المفتي، وبطولة كل من محمد الحياني، حمادي عمور، صلاح الدين بنموسى، حبيبة المذكوري، ثريا جبران.
الفيلم لقي نجاحا كبيرا أثناء عرضه بالقاعات السينمائية المغربية آنذاك، بفضل تجربة وشعبية الراحل محمد الحياني، الذي غنّى في الفيلم نفسه من كلمات حسن المفتي أغنية «راضي بالكيّة».

## القصة
استوحى حسن المفتي قصة الفيلم من الأفلام الاستعراضية المصرية، التي تتلمذ على يد أبرز روادها هنري بركات، فصاغ للمطرب محمد الحياني سيناريو يبرز مساره كفنان فقير سرعان ما يتسلق سلم الشهرة بفضل صوته وموهبته، وهو السيناريو نفسه، الذي اعتمدته بعض أفلام كبار المطربين في مصر، أمثال عبد الحليم حافظ وفريد الأطرش.

## روابط خارجية
- مقالات تستعمل روابط فنية بلا صلة مع ويكي بيانات